# Clarence Kelly
Clarence James Kelly SSPV (23 de novembro de 1941 – 2 de dezembro de 2023) foi um bispo sedevacantista católico. Kelly foi um dos responsáveis pela fundação da Sociedade de São Pio V, e o fundador da Congregação de São Pio V.